# Avenue Lloyd George
Pour les articles homonymes, voir Lloyd et George.
L'avenue Lloyd George (en néerlandais: Lloyd Georgelaan) est située sur le territoire de Bruxelles, cette artère relie la place semi-circulaire clôturant l'avenue Louise devant le bois de la Cambre, à l'avenue Franklin Roosevelt.

## Historique et accès
Suivant le plan d'agglomération de Bruxelles de 1856, l'inspecteur-voyer Victor Besme prévoyait de relier le boulevard Militaire (actuel boulevard Général Jacques) à la Chaussée de Waterloo par une avenue passant devant le bois de la Cambre et coupant donc la promenade de l'avenue Louise. La ville refusa, prétextant qu'elle perturberait la quiétude de la dite-promenade.
Cependant, à la veille de l'exposition universelle de 1910, la ville fit tracer une avenue entre l'avenue du Congo (fin du boulevard Militaire) et l'extrémité de l'avenue Louise. Cette avenue, longeant le bois de la Cambre prenait partiellement place sur un cul-de-sac menant à un dépôt de trams, construit en 1869 pour desservir la première ligne de tramways de Belgique, reliant le centre ville au bois de la Cambre par la plus belle avenue de la capitale.
Tout naturellement, l'artère ainsi tracée fut d'abord baptisée avenue des Tramways Bruxellois. En séance du Conseil communal de Bruxelles du 7 février 1919, on la renomma en l'honneur de l'homme d'état britannique.
Outre le dépôt du tramway, le bâti, à l'instar de l'avenue Émile De Mot, se composait à l'origine d'hôtels particuliers et de maisons bourgeoises, construits pour l'essentiel dans les années 1920 et relevant surtout du style Beaux-Arts.

## Particularité
Longeant le bois de la Cambre, l'avenue n'est bâtie que d'un seul côté.